# Gunung Langkap
Gunung Langkap är ett berg i Indonesien.   Det ligger i provinsen Aceh, i den västra delen av landet, 1 700 km nordväst om huvudstaden Jakarta. Toppen på Gunung Langkap är 1 220 meter över havet, eller 227 meter över den omgivande terrängen. Bredden vid basen är 11,6 km.
Terrängen runt Gunung Langkap är huvudsakligen kuperad.  Trakten runt Gunung Langkap är nära nog obefolkad, med mindre än två invånare per kvadratkilometer. I omgivningarna runt Gunung Langkap växer i huvudsak städsegrön lövskog.